# 릴 테르셀리우스
릴 테르셀리우스(Lil Terselius, 1944년 11월 5일 ~ )는 스웨덴의 배우이다. 제14회 굴드바게상 여우주연상 수상자이다.